# Antonio José Aoiz
Antonio José Aoiz fue un jurista aragonés del siglo XVII, considerado uno de los más importantes arbitristas del Reino de Aragón. Es particularmente conocido por ser un defensor de que el interés no implica necesariamente usura y el desarrollo legal de este concepto en el derecho aragonés.

## Biografía
Natural de Loarre, algunas fuentes creen por su apellido que su familia debe tener un origen navarro. Latassa en cambio no sólo menciona su nacimiento en Loarre sino que lo relaciona con el diputado Miguel de Aoiz y con un Juan de Aoiz que había realizado donaciones en la localidad, además de aparecer las armas de la familia en las genealogías del reino, por lo que debían estar ya implantados entre la nobleza de la localidad desde varias generaciones.
Fue doctor en derecho por la Universidad de Huesca y abogado en los tribunales de Aragón.  En la época el ahogo económico de la monarquía había generado una corriente de arbitristas o defensores de reformas económicas, entre los que se encontraba Aoiz. Fue así autor de varios discursos, destacando particularmente su obra sobre el interés de 1626.

## Obra
Las cortes de  Cortes de Barbastro-Calatayud de 1626 se vieron marcadas por el proyecto de Unión de Armas y las necesidades económicas de la monarquía, fuertemente endeudada por los continuos costes bélicos y el ineficiente sistema recaudatorio. Dichas cortes aprobaron una prohibición de intereses considerados usurarios, dado que se estaba cobrando tasas de un 20% a los mercaderes aragoneses. 
Ello enraizaba en la discusión sobre la legalidad del concepto de interés, algo cuestionado en Europa en la época. Pese a la controversia asociada, los cambios  formaban la principal forma de financiación de la época y su uso se había convertido en fundamental para la financiación de la monarquía hispánica desde el siglo previo. La regulación de estos, minimizando la salida de dinero del país y sus picos de interés cuando el mercado monetario sufría limitaciones, eran un tema de discusión para los economistas hispanos desde el siglo XVI. 
Para eludir las regulaciones financieras existentes en España se empleaba la emisión de cambios fingidos, letras de cambio emitidas al extranjero deliberadamente al descubierto de forma que se generaban penalizaciones que eran el verdadero objetivo del instrumento. Más allá de la tasa de interés, la salida de metales preciosos era vista como un impedimento para el pago de impuestos a la Unión de Armas, pues esta requería moneda y por ende metales preciosos. El déficit comercial en el reino de Aragón era visto como una causa de la escasez de plata y por ende un impedimento para el pago de los impuestos motivando las medidas antiusura de las cortes de 1626.
A raíz del fuero de 1626 Aoiz publicó en Huesca Resolución a la duda ordinaria si es lícito al que presta dinero, llevar nueve por ciento de interés por el lucro cesante, con exposición al Fuero del año de 1626 (De prohibición de cambios fingidos). En él, desarrolla en el derecho aragonés el concepto del lucro cesante, justificando el interés financiero siempre que se pueda probar que el prestatario sufre una pérdida por dicho concepto. Para ello, lista cuatro requisitos:
- La existencia de un lucro cesante, por tener un banco o cambios reales
- La prueba de que el lucro cesante está causado por la no disposición del dinero
- Que el interés fuera moderado, con Aoiz considerando un nueve por ciento en vez del veinte por ciento que había mencionado el fuero de 1626
- La reclamación del interés a posteriori del daño

Se trataba de una extensión del interés que solventaba la limitación de tener banco abierto que emanaba del fuero de 1626 y que justifica la legalidad del interés, pues para Aoiz el dinero podía generar dinero si se emplea en una industria. El criterio de Aoiz, sin embargo, rechaza el interés compuesto.